# Lijst van Franse ministers van Economische Zaken

## Ministers van Economische Zaken (1959–heden)
| Minister van Economische Zaken  | Minister van Economische Zaken | Minister van Economische Zaken       | Ambtstermijn                          | Ambtstermijn     | Partij(en)        | Premier(s)                                             | Kabinet(en)                                              | Overige functie(s) |
| ------------------------------- | ------------------------------ | ------------------------------------ | ------------------------------------- | ---------------- | ----------------- | ------------------------------------------------------ | -------------------------------------------------------- | --- |
|                                 | Antoine Pinay                  | Antoine Pinay (1891–1994)            | 8 januari 1959                        | 13 januari 1960  | CNIP              | Michel Debré (1959–1962)                               | Debré                                                    | Minister van Financiën |
|                                 | Alain Madelin                  | Wilfrid Baumgartner (1902–1978)      | 13 januari 1960                       | 18 januari 1962  | O                 | Michel Debré (1959–1962)                               | Debré                                                    | Minister van Financiën |
|                                 | Valéry Giscard d'Estaing       | Valéry Giscard d'Estaing (1926–2020) | 18 januari 1962                       | 8 januari 1966   | RI                | Michel Debré (1959–1962)                               | Debré                                                    | Minister van Financiën |
| Georges Pompidou (1962–1968)    | Valéry Giscard d'Estaing       | Valéry Giscard d'Estaing (1926–2020) | 18 januari 1962                       | 8 januari 1966   | RI                | Pompidou I                                             | Minister van Financiën                                   | |
| Georges Pompidou (1962–1968)    | Valéry Giscard d'Estaing       | Valéry Giscard d'Estaing (1926–2020) | 18 januari 1962                       | 8 januari 1966   | RI                | Pompidou II                                            | Minister van Financiën                                   | |
| Georges Pompidou (1962–1968)    |                                | Michel Debré                         | Michel Debré (1912–1996)              | 8 januari 1966   | 31 mei 1968       | UNR (1967–68)                                          | Pompidou III                                             | Minister van Financiën |
| Georges Pompidou (1962–1968)    | UDR (1968)                     | Michel Debré                         | Michel Debré (1912–1996)              | 8 januari 1966   | 31 mei 1968       | Pompidou IV                                            |                                                          | Minister van Financiën |
| Georges Pompidou (1962–1968)    |                                | Maurice Couve de Murville            | Maurice Couve de Murville (1907–1999) | 31 mei 1968      | 10 juli 1968      | Pompidou IV                                            | UDR                                                      | Minister van Financiën |
|                                 | Francois Xavier Ortoli         | François- Xavier Ortoli (1925–2007)  | 10 juli 1968                          | 20 juni 1969     | UDR               | Maurice Couve de Murville (1968–1969)                  | Couve de Murville                                        | Minister van Financiën |
|                                 | Valéry Giscard d'Estaing       | Valéry Giscard d'Estaing (1926–2020) | 20 juni 1969                          | 27 mei 1974      | RI                | Jacques Chaban- Delmas (1969–1972)                     | Chaban- Delmas                                           | Minister van Financiën |
| Pierre Messmer (1972–1974)      | Valéry Giscard d'Estaing       | Valéry Giscard d'Estaing (1926–2020) | 20 juni 1969                          | 27 mei 1974      | RI                | Messmer I                                              |                                                          | Minister van Financiën |
| Pierre Messmer (1972–1974)      | Valéry Giscard d'Estaing       | Valéry Giscard d'Estaing (1926–2020) | 20 juni 1969                          | 27 mei 1974      | RI                | Messmer II                                             |                                                          | Minister van Financiën |
| Pierre Messmer (1972–1974)      | Valéry Giscard d'Estaing       | Valéry Giscard d'Estaing (1926–2020) | 20 juni 1969                          | 27 mei 1974      | RI                | Messmer III                                            |                                                          | Minister van Financiën |
|                                 | Jean-Pierre Fourcade           | Jean-Pierre Fourcade (1929)          | 27 mei 1974                           | 26 augustus 1976 | UDR               | Jacques Chirac (1974–1976)                             | Chirac I                                                 | Minister van Financiën |
|                                 | Raymond Barre                  | Raymond Barre (1924–2007)            | 26 augustus 1976                      | 5 april 1978     | O                 | Raymond Barre (1976–81)                                | Barre I                                                  | Premier / Minister van Financiën                                                                                           |
| Barre II                        | Raymond Barre                  | Raymond Barre (1924–2007)            | 26 augustus 1976                      | 5 april 1978     | O                 | Raymond Barre (1976–81)                                |                                                          | Premier / Minister van Financiën                                                                                           |
|                                 | René Monory                    | René Monory (1923–2009)              | 5 april 1978                          | 21 mei 1981      | UDF (CDS)         | Raymond Barre (1976–81)                                | Barre III                                                | Minister van Financiën |
|                                 | Jacques Delors                 | Jacques Delors (1925–2023)           | 21 mei 1981                           | 17 juli 1984     | PS                | Pierre Mauroy (1981–84)                                | Mauroy I                                                 | Minister van Financiën |
| Mauroy II                       | Jacques Delors                 | Jacques Delors (1925–2023)           | 21 mei 1981                           | 17 juli 1984     | PS                | Pierre Mauroy (1981–84)                                |                                                          | Minister van Financiën |
| Mauroy III                      | Jacques Delors                 | Jacques Delors (1925–2023)           | 21 mei 1981                           | 17 juli 1984     | PS                | Pierre Mauroy (1981–84)                                |                                                          | Minister van Financiën |
|                                 | Pierre Bérégovoy               | Pierre Bérégovoy (1925–1993)         | 17 juli 1984                          | 20 maart 1986    | PS                | Laurent Fabius (1984–86)                               | Fabius                                                   | Minister van Financiën |
| Minister voor Begrotingszaken   | Pierre Bérégovoy               | Pierre Bérégovoy (1925–1993)         | 17 juli 1984                          | 20 maart 1986    | PS                | Laurent Fabius (1984–86)                               | Fabius                                                   | |
|                                 | Édouard Balladur               | Édouard Balladur (1929)              | 20 maart 1986                         | 10 mei 1988      | RPR               | Jacques Chirac (1986–88)                               | Chirac II                                                | Minister van Staat |
| Minister van Financiën          | Édouard Balladur               | Édouard Balladur (1929)              | 20 maart 1986                         | 10 mei 1988      | RPR               | Jacques Chirac (1986–88)                               | Chirac II                                                | |
|                                 | Pierre Bérégovoy               | Pierre Bérégovoy (1925–1993)         | 10 mei 1988                           | 2 april 1992     | PS                | Michel Rocard (1988–91)                                | Rocard I                                                 | Minister van Staat / Minister van Financiën / Minister voor Begrotingszaken / Minister van Buitenlandse Handel (1991–1992) |
| Rocard II                       | Pierre Bérégovoy               | Pierre Bérégovoy (1925–1993)         | 10 mei 1988                           | 2 april 1992     | PS                | Michel Rocard (1988–91)                                |                                                          | Minister van Staat / Minister van Financiën / Minister voor Begrotingszaken / Minister van Buitenlandse Handel (1991–1992) |
| Édith Cresson (1991–92)         | Pierre Bérégovoy               | Pierre Bérégovoy (1925–1993)         | 10 mei 1988                           | 2 april 1992     | PS                | Cresson                                                |                                                          | Minister van Staat / Minister van Financiën / Minister voor Begrotingszaken / Minister van Buitenlandse Handel (1991–1992) |
|                                 | Michel Sapin                   | Michel Sapin (1952)                  | 2 april 1992                          | 29 maart 1993    | PS                | Pierre Bérégovoy (1992–93)                             | Bérégovoy                                                | Minister van Financiën |
|                                 |                                | Edmond Alphandéry (1943)             | 29 maart 1993                         | 17 mei 1995      | UDF               | Édouard Balladur (1993–95)                             | Balladur                                                 | Minister van Financiën |
|                                 | Alain Madelin                  | Alain Madelin (1946)                 | 17 mei 1995                           | 25 augustus 1995 | UDF               | Alain Juppé (1995–97)                                  | Juppé I                                                  | Minister van Financiën |
|                                 | Jean Arthuis                   | Jean Arthuis (1944)                  | 25 augustus 1995                      | 2 juni 1997      | UDF               | Alain Juppé (1995–97)                                  | Juppé I                                                  | Minister van Financiën |
| Juppé II                        | Jean Arthuis                   | Jean Arthuis (1944)                  | 25 augustus 1995                      | 2 juni 1997      | UDF               | Alain Juppé (1995–97)                                  | Minister van Financiën                                   | |
|                                 | Dominique Strauss-Kahn         | Dominique Strauss-Kahn (1949)        | 2 juni 1997                           | 1 november 1999  | PS                | Lionel Jospin (1997–02)                                | Jospin                                                   | Minister van Financiën |
|                                 | Christian Sautter              | Christian Sautter (1940)             | 1 november 1999                       | 28 maart 2000    | PS                | Lionel Jospin (1997–02)                                | Jospin                                                   | Minister van Financiën |
|                                 | Laurent Fabius                 | Laurent Fabius (1946)                | 28 maart 2000                         | 6 mei 2002       | PS                | Lionel Jospin (1997–02)                                | Jospin                                                   | Minister van Financiën |
|                                 | Francis Mer                    | Francis Mer (1939)                   | 6 mei 2002                            | 31 maart 2004    | DVD               | Jean-Pierre Raffarin (2002–05)                         | Raffarin I                                               | Minister van Financiën |
| Raffarin II                     | Francis Mer                    | Francis Mer (1939)                   | 6 mei 2002                            | 31 maart 2004    | DVD               | Jean-Pierre Raffarin (2002–05)                         |                                                          | Minister van Financiën |
|                                 | Nicolas Sarközy                | Nicolas Sarkozy (1955)               | 31 maart 2004                         | 30 november 2004 | UMP               | Jean-Pierre Raffarin (2002–05)                         | Raffarin III                                             | Minister van Staat |
| Minister van Financiën          | Nicolas Sarközy                | Nicolas Sarkozy (1955)               | 31 maart 2004                         | 30 november 2004 | UMP               | Jean-Pierre Raffarin (2002–05)                         | Raffarin III                                             | |
|                                 | Hervé Gaymard                  | Hervé Gaymard (1960)                 | 30 november 2004                      | 25 februari 2005 | UMP               | Jean-Pierre Raffarin (2002–05)                         | Raffarin III                                             | Minister van Financiën |
|                                 | Thierry Breton                 | Thierry Breton (1955)                | 25 februari 2005                      | 16 mei 2007      | UMP               | Jean-Pierre Raffarin (2002–05)                         | Raffarin III                                             | Minister van Financiën |
| Dominique de Villepin (2005–07) | Thierry Breton                 | Thierry Breton (1955)                | 25 februari 2005                      | 16 mei 2007      | UMP               | de Villepin                                            | Minister van Financiën / Minister voor Industriële Zaken | |
|                                 | Jean-Louis Borloo              | Jean-Louis Borloo (1951)             | 16 mei 2007                           | 20 juni 2007     | PRV               | François Fillon (2007–12)                              | Fillon I                                                 | Minister van Financiën / Minister van Werkgelegenheid                                                                      |
|                                 | Christine Lagarde              | Christine Lagarde (1956)             | 20 juni 2007                          | 30 juni 2011     | UMP               | François Fillon (2007–12)                              | Fillon II                                                | Minister van Financiën / Minister van Werkgelegenheid                                                                      |
| Fillon III                      | Christine Lagarde              | Christine Lagarde (1956)             | 20 juni 2007                          | 30 juni 2011     | UMP               | François Fillon (2007–12)                              | Minister van Financiën                                   | |
| Fillon III                      |                                | François Baroin                      | François Baroin (1965)                | 30 juni 2011     | 15 mei 2012       | François Fillon (2007–12)                              | UMP                                                      | Minister van Financiën |
|                                 | Pierre Moscovici               | Pierre Moscovici (1957)              | 15 mei 2012                           | 31 maart 2014    | PS                | Jean-Marc Ayrault (2012–14)                            | Ayrault I                                                | Minister van Financiën / Minister van Buitenlandse Handel                                                                  |
| Ayrault II                      | Pierre Moscovici               | Pierre Moscovici (1957)              | 15 mei 2012                           | 31 maart 2014    | PS                | Jean-Marc Ayrault (2012–14)                            |                                                          | Minister van Financiën / Minister van Buitenlandse Handel                                                                  |
|                                 | Arnaud Montebourg              | Arnaud Montebourg (1962)             | 31 maart 2014                         | 26 augustus 2014 | PS                | Manuel Valls (2014–16)                                 | Valls I                                                  | Minister voor Industriële Zaken                                                                                            |
|                                 | Emmanuel Macron                | Emmanuel Macron (1977)               | 26 augustus 2014                      | 30 augustus 2016 | O                 | Manuel Valls (2014–16)                                 | Valls II                                                 | Minister voor Industriële Zaken                                                                                            |
| Minister voor Digitale Zaken    | Emmanuel Macron                | Emmanuel Macron (1977)               | 26 augustus 2014                      | 30 augustus 2016 | O                 | Manuel Valls (2014–16)                                 | Valls II                                                 | |
|                                 |                                | Michel Sapin (1952)                  | 30 augustus 2016                      | 14 mei 2017      | PS                | Manuel Valls (2014–16)                                 | Valls II                                                 | Minister van Financiën / Minister voor Begrotingszaken                                                                     |
| Bernard Cazeneuve (2016–17)     | Cazeneuve                      | Michel Sapin (1952)                  | 30 augustus 2016                      | 14 mei 2017      | PS                | Minister van Financiën / Minister voor Begrotingszaken |                                                          | |
|                                 | Bruno Le Maire                 | Bruno Le Maire (1969)                | 14 mei 2017                           | heden            | LR (2017–18)      | Édouard Philippe (2017–20)                             | Philippe I                                               | Minister van Financiën |
| Philippe II                     | Bruno Le Maire                 | Bruno Le Maire (1969)                | 14 mei 2017                           | heden            | LR (2017–18)      | Édouard Philippe (2017–20)                             |                                                          | Minister van Financiën |
|                                 | Bruno Le Maire                 | Bruno Le Maire (1969)                | 14 mei 2017                           | heden            | LREM (sinds 2018) | Édouard Philippe (2017–20)                             |                                                          | Minister van Financiën |
| Jean Castex (2020–heden)        | Bruno Le Maire                 | Bruno Le Maire (1969)                | 14 mei 2017                           | heden            | Castex            |                                                        |                                                          | Minister van Financiën |